# Leidy Ramirez
Leidy Yolani Ramírez Rojas (Bogotá, Colombia, 5 de enero de 1991) es una ciclista colombiana de Paracycling. Es medalla de Bronce en Scratch en el Mundial de Pista, Países Bajos (2019). Obtuvo la medalla de Plata en el Campeonato Nacional Paracycling de Pista y Ruta (2019), y sobresalió en los Juegos Deportivos Paranacionales Bolívar (2019), obteniendo medalla de Oro en la prueba de Ruta, medalla de Plata en la prueba de Contra Reloj Individual, medalla de Plata en Persecución Individual 3000 mt y medalla de Bronce en 500 mt detenidos. 

## Biografía
Leidy Yolany Ramírez Rojas comenzó a incursionar competitivamente en el ciclismo paralímpico en el año 2015, luego de muchos años de buscar caminos para practicar este deporte a nivel profesional sin mucho éxito. Sin embargo, realmente su historia en el paraciclismo comenzó a los 22 meses de edad, cuando Leidy estuvo involucrada en un siniestro vial en el que un bus la arrolló, partiéndole la pierna izquierda en tres partes, y causando una gangrena que culminó en amputación del miembro inferior y un coma de 7 días.
Desde que tiene memoria, Leidy siempre quiso hacer ciclismo inspirada por su hermano, quien ya lo practicaba, pero en la casa ella no tenía bicicleta. Un día le llegó "la bici de barbie" de regalo de Navidad y con esa empezó a montar. A los 13 años su mamá la llevó a Coldeportes para buscar un deporte en el que ella se pudiera desempeñar. En ese entonces ya existía el deporte paralímpico en Colombia, pero no el ciclismo paralímpico femenino. Le ofrecieron a cambio que practicara natación, pero ella quería practicar ciclismo o fútbol, así que no se llegó a un acuerdo que la motivara a iniciarse en un deporte en esa oportunidad. A los 18 años regresó a solicitar ingreso en la Liga de Ciclismo de Bogotá, donde de nuevo no tuvo mucha suerte debido a la falta de otras competidoras paralímpicas que practicaran el deporte. Cuando cumplió 20 años ya existía el ciclismo paralímpico en Colombia, pero aún no había mujeres practicándolo. Finalmente logró entrar en la Liga de Cundinamarca en el año 2014, año en el que ya había deportistas destacados en el ciclismo paralímpico, tales como Álvaro Gálvis y Carolina Munevar. Actualmente Leidy se desempeña en las modalidades de pista y ruta paralímpica, categoría C2. Su proceso como ciclista se ha medido en diferentes competencias lo que le ha permitido mejorar los tiempos, hasta llegar a ser parte de la Selección Colombia de paracycling y participar en un Campeonato Mundial. En su evolución como deportista ha pasado de tener una diferencia de 18 minutos frente a la campeona nacional de paracycling, hasta alcanzar una diferencia de solo 6 segundos.
En su camino de preparación para alcanzar sus objetivos, Leidy se ha medido en varias oportunidades con ciclistas convencionales en eventos a nivel nacional. Por ejemplo, en el año 2017 Leidy abrió en la categoría de Contra Reloj Individual en la Clásica de Ciclismo de Soacha, y en el año 2018 participó en el Medio Fondo de 114 kilómetros del Gran Fondo Nairo Quintana, ocupando la casilla 54 en la modalidad Damas entre más de un centenar de mujeres.
En el año 2019 Leidy hizo parte por primera vez de la Selección Colombia de Paracycling, obteniendo medalla de Bronce en Scratch en su categoría en el Mundial de Apeldorn, Países Bajos. Ese mismo año obtuvo Plata en el campeonato Nacional de Paracycling en Pista y Ruta,  y descolló Juegos Deportivos Paranacionales Bolívar (2019) obteniendo Oro en Ruta, Plata en Contra Reloj Individual, Plata en Persecución Individual 3000 mt y Bronce en 500 mt detenidos. Estos logros la hicieron acreedora al Premio Condor de Oro a la Mejor Deportista Paralímpica, Noche de los Mejores, Indeportes Cundinamarca (2019.)   
Después de obtener el bronce en scratch en el Mundial de Países Bajos, en ese mismo campeonato Leidy tuvo una caída donde se lesionó el escafoides, lo que le impedía coger la muleta y agarrar el manubrio. Además tenía un dolor de espada crónico muy fuerte del que no sabía el origen. Luego de pasar por los exámenes médicos de rigor se supo que el dolor era causado por una incorrecta postura en la bicicleta debido a la falta de una medición biométrica adecuada. A consecuencia de la práctica prolongada con esta falencia en su bicicleta, Leidy tiene dos discos intercostales desgastados, que causan presión en los nervios y hacen que se le duerma la pierna derecha.
A las dos semanas de regresar a Colombia después del mundial se llevaba a cabo el Campeonato Nacional de Paracycling en Villavicencio, al cual Leidy llegaba con muchas posibilidades de disputar la medalla de oro en su categoría. Sin embargo, el dolor crónico se incrementó a tal medida que no pudo terminar la prueba de fondo debido a que se le durmió la pierna en plena competencia. En ese momento la ciclista quiso abandonar el ciclismo, pues el dolor físico era muy fuerte y el psicológico lo era aún más, pues le tocó abandonar la competencia y salir en silla de ruedas. Leidy duró dos semanas sin poder caminar. Cuatro meses de terapia de fortalecimiento abdominal y lumbar la ayudaron a mejorar, y aunque el dolor crónico persiste, la deportista decidió seguir en el ciclismo, determinada a lograr sus objetivos profesionales incluido el poder participar en los Juegos Paralímpicos de Tokio 2020.
Además de ser deportista Leidy es Profesional en Diseño Visual de la Fundación Universitaria Panamericana de Compensar (enlace roto disponible en Internet Archive; véase el historial, la primera versión y la última)., profesión en la que espera desempeñarse una vez se retire de su vida competitiva. Su sueño, además de las medallas mundiales y olímpicas, es crear una fundación para apoyar el deporte paralímpico, en el que, en su experiencia, hace falta mucho apoyo, pues la gente no sabe que existe el deporte paralímpico, ni que le ha traído tantas glorias a Colombia.

## Palmarés
2019
- Juegos Deportivos del Bicentenario, Cartagena[11]
  -   en Ruta
  -  en Contra Reloj Individual
  -  en Persecución individual (Pista)
  -  en 500 mt (Pista)
- Campeonato Nacional de Ruta Paralímpica, Villavicencio[5]
  -  en Contra Reloj individual
- Campeonato Mundial de Pista Paralímpica,  Apeldorn, Países Bajos[1]
  -  en Scratch C2
  - 7o lugar en Persecución Individual
  - 8o Lugar en 300 MT
  - 4o Lugar en 200 mt lanzados
- Premio Condor de Oro a la Mejor Deportista Paralímpica, Noche de los Mejores, Indeportes Cundinamarca (2019.)

2018
- Gran Fondo Nairo Quintana (Convencional)[8]
  - Medio Fondo 117K, Puesto 57 categoría Mujeres.[10]
- Campeonato Nacional Interligas de Ruta y Pista (Bogotá y Cudinamarca)[12]
  -  en Persecución Individual (Pista)
  -  en 3000 mt (Pista)
  -  en Ruta
  -  en Contra Reloj Individual
- Campeonato Nacional de Ruta Paralímpica (Santa Rosa de Viterbo, Boyacá)[13]
  -  en Ruta[14]
  -  en Contra Reloj individual

2017
- Segunda Parada Nacional de Paracycling[15]
  -  en Ruta
  -  en Contra Reloj Individual
- Clásica de Ciclismo de Suacha (Convencional)[16]
  - Participación
- Campeonato Nacional Interligas de Pista y Ruta (Bogotá y Cundinamarca)[17]
  -  en Ruta
  -  en Contra Reloj Individual
- Primera Parada Nacional de Paracycling[3]
  -  en Ruta
  -  en Contra Reloj Individual

2016
- Parada Nacional de Paracycling[9]
  -  en Ruta
  -  en Contra Reloj Individual